# Pivovar Jimramov
Bývalý pivovar Jimramov se nacházel v hospodářských budovách zámku Jimramov.

## Historie
Pivovar v Jimramově vznikl v 15. století, v roce 1500 získala obec od Viléma z Pernštejna výsadu svobodného šenku piva. V roce 1564 je spolu lázněmi a mlýnem doložen v obecních účtech. V roce 1589 pivovar vyhořel a v následujícím roce jej obec spolu s várečným právem prodala Pavlu Katharynovi z Katharu. Oplátkou byli obci odpuštěny dluhy a Pavel Katharyn poskytl prostředky na obnovu vyhořelých domů a radnice. Zároveň také osvobodil Jimramov od roboty.
Od té doby zůstal pivovar (stejně jako palírna kořalky a vína) v majetku vrchnosti, která od 16. století sídlila v Jimramově. V 17. století se v obci také objevují první cechy (kovář, zámečník, kolář, bednář). V polovině 18. století byl sládkem František Štaud. Nápoje se prodávaly v panském hostinci, kde podle zprávy z roku 1728 byl nájemcem Ignát Libra. Kromě pivovaru a hostince vlastnila vrchnost také sýpky "U Floriána" (součástí byly pivovarské sklepy a domek bednáře).
Od 19. století byl pivovar pronajímán. V letech 1882–1888 byl nájemcem František Fröhlich. V roce 1890 pivovar vyhořel (nájemcem byl do roku 1899 Bohdan Polz). Dalšími nájemci byli František Langer (1900–1905) a Alfred Öhler (1905–1906). V roce 1906 pivovar získalo měšťanstvo (s právem várečným) v Poličce.
Pivovar v Jimramově fungoval až do požáru v roce 1928. Poté byl zrekonstruován a přeměněn na sklad, stáčírnu poličského piva a sýpku. V roce 1941 pivovar znovu vyhořel. Tentokrát však již obnoven nebyl a hlavní budova se využívala jako sýpka.

## Současnost
Po roce 1948 se majitelem bývalého pivovaru stal státní statek, který se o něj nestaral. Později se dostal do majetku JZD, které tu mělo kanceláře a budovy nechalo zrekonstruovat. V opravených budovách byla vytvořena výstavní síň. V současné době je hlavní budova (čp. 59) nevyužitá. Bývalé panské sklepy (čp. 303) byly přestavěny na obytný dům.

## Galerie

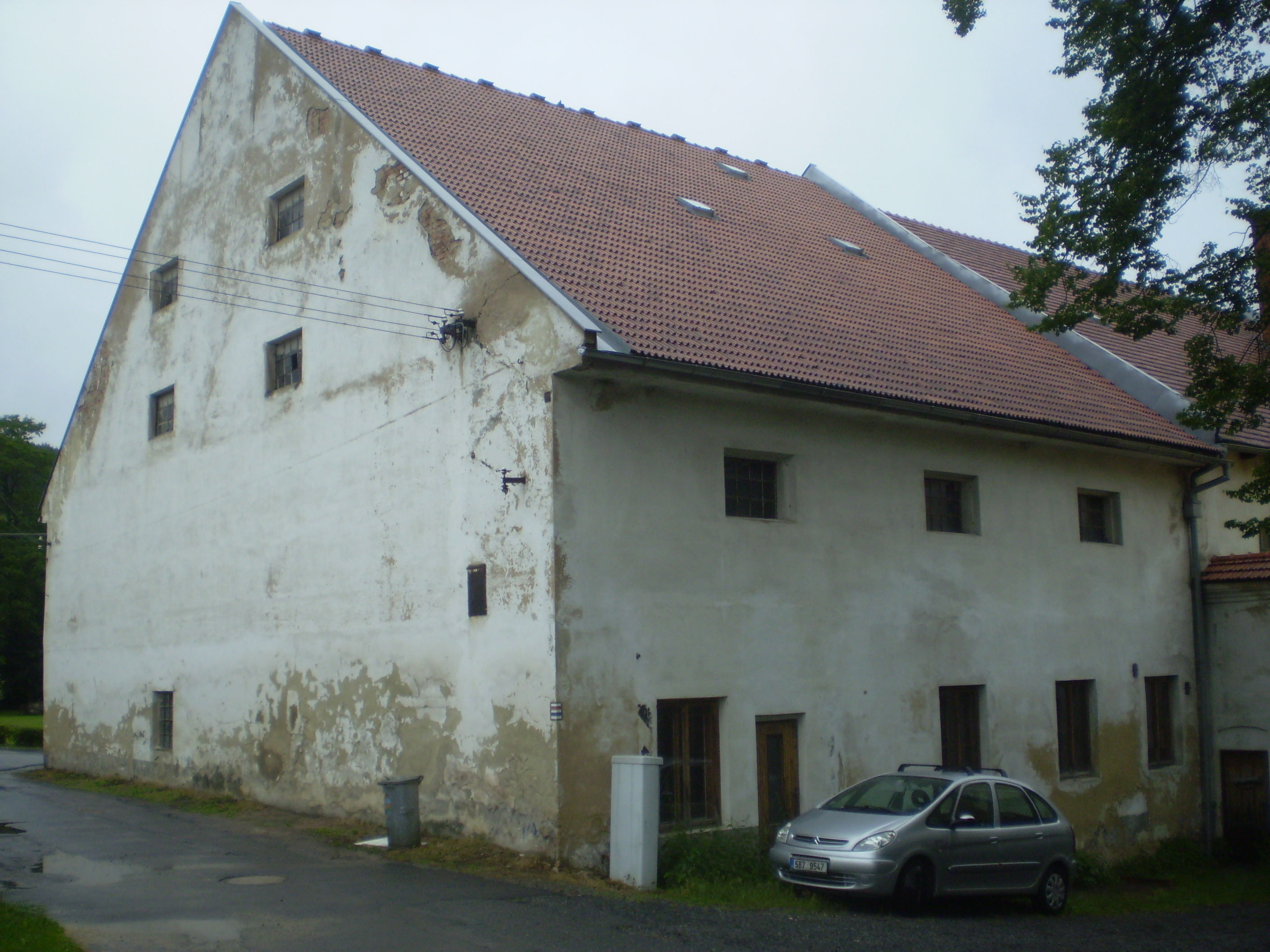
Bývalý pivovar
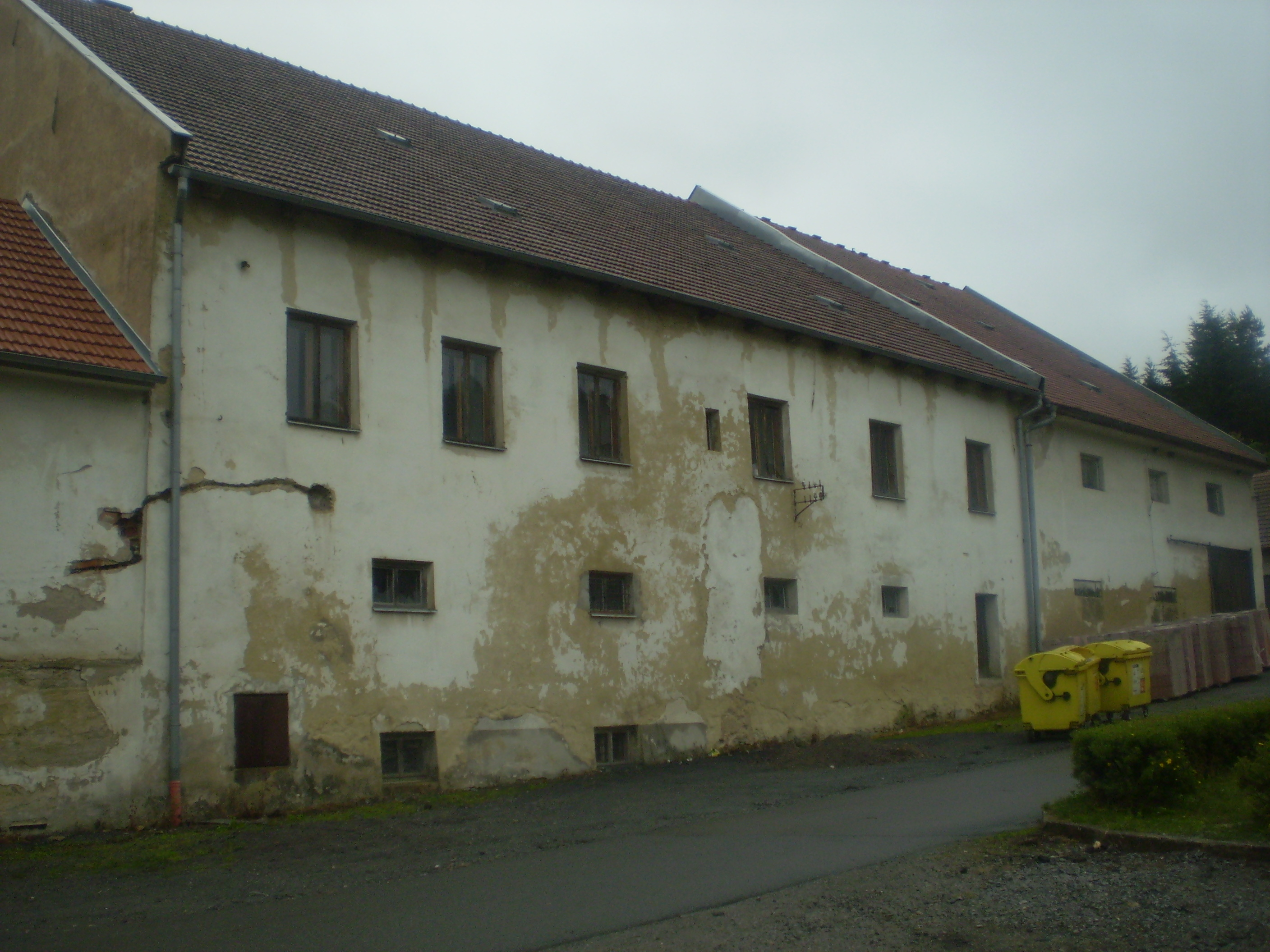
Bývalý pivovar
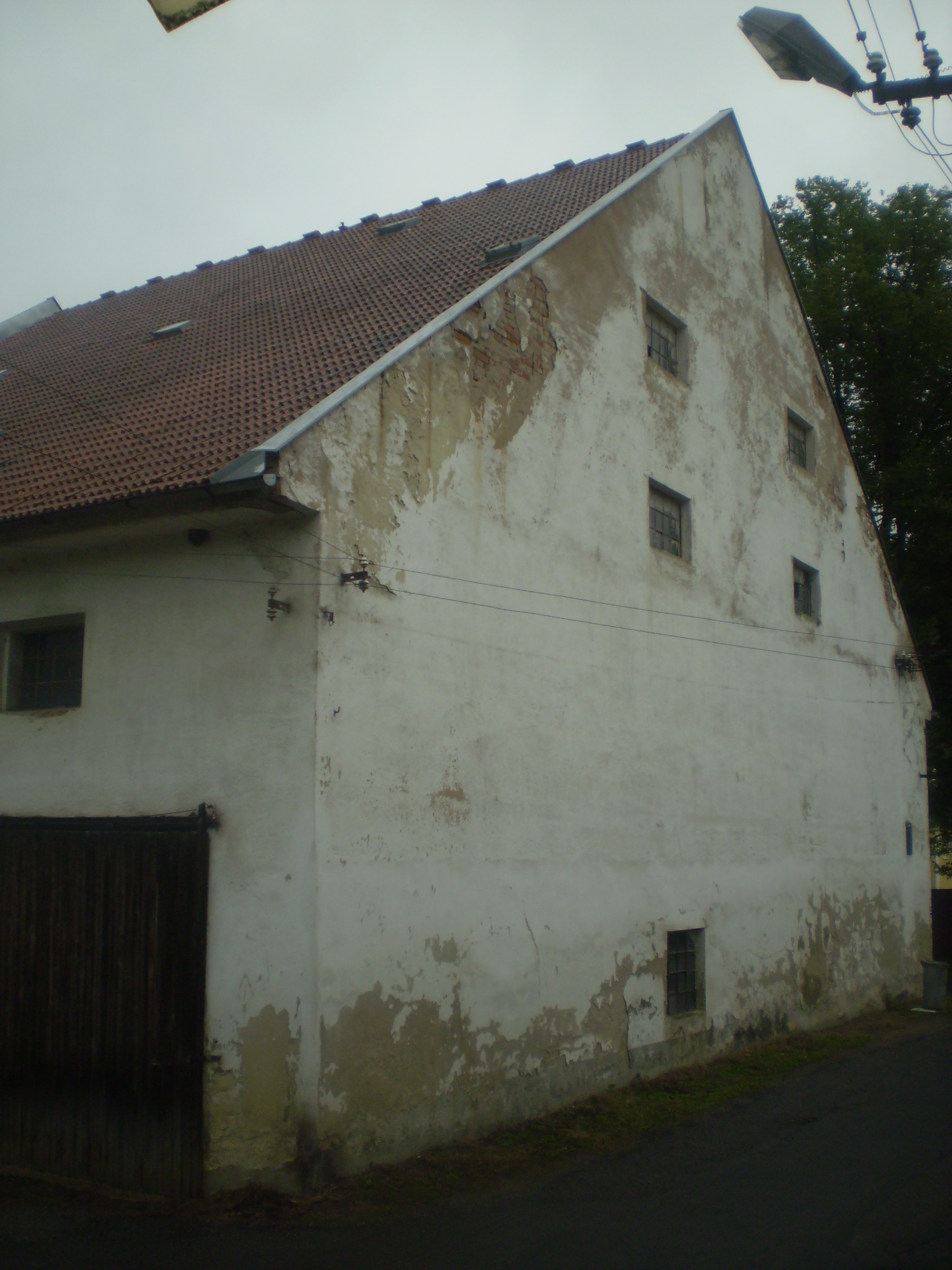
Bývalý pivovar
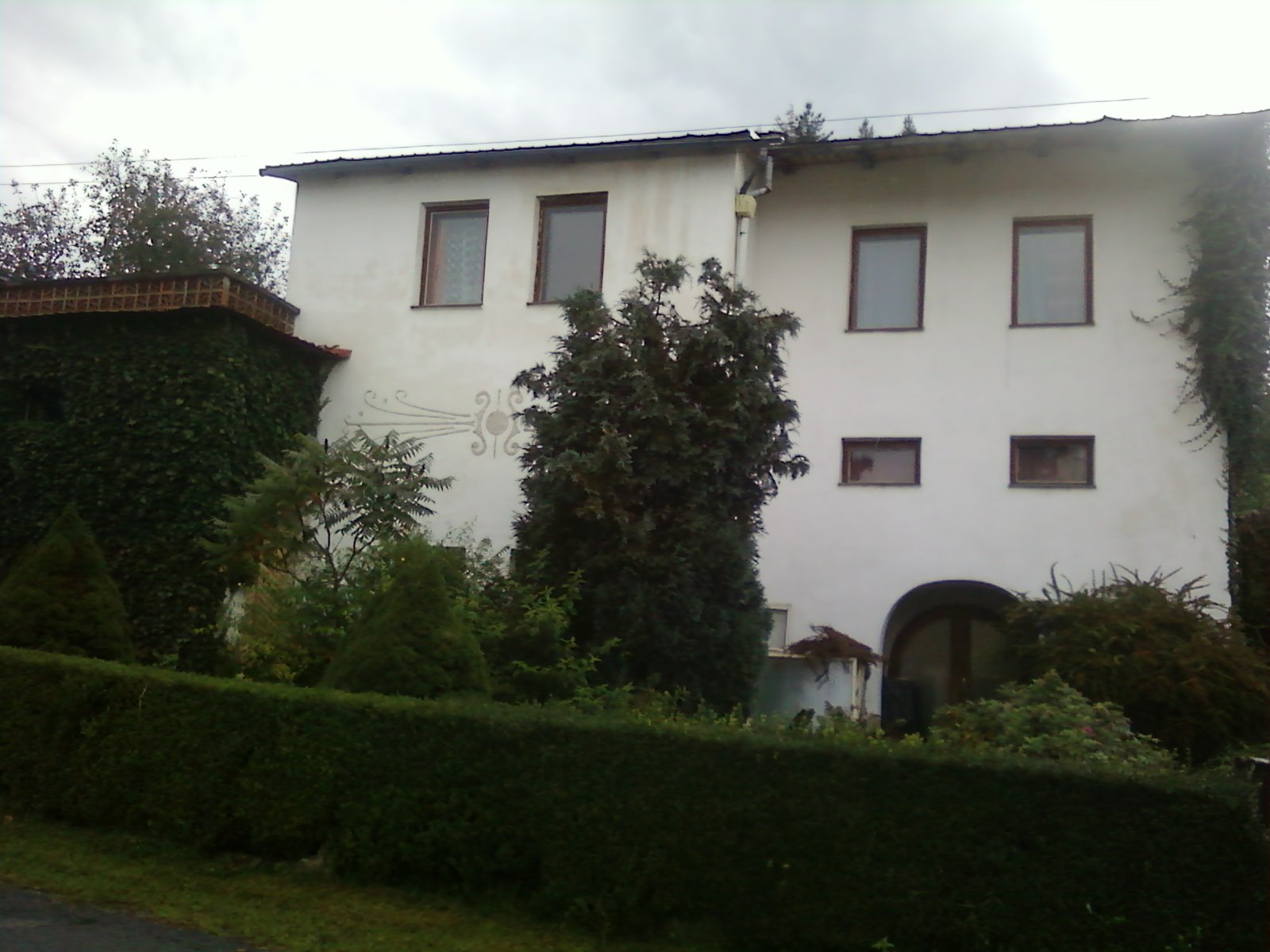
Bývalé pivovarské sklepy